# Буревісник клинохвостий

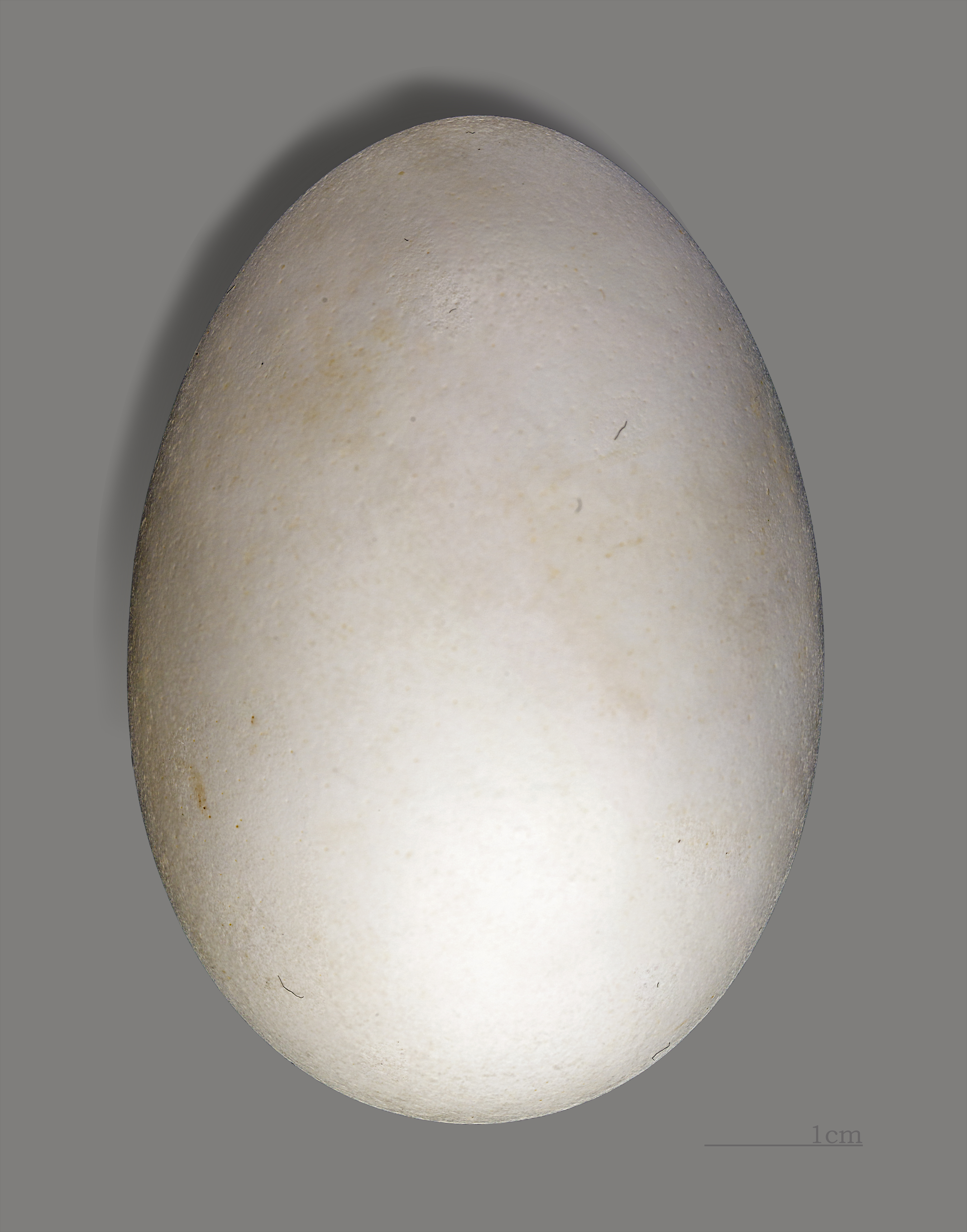
Яйце.

 Буревісник клинохвостий (Ardenna pacifica) — морський птах середнього розміру з родини буревісників (Procellariidae).

## Поширення
Вид досить поширений в тропічних і субтропічних водах Індійського і Тихого океанів. В Індійському океані він розмножується від Мадагаскару до Західної Австралії та в Тихому океані від Японії до північно-східної та східної Австралії, островів Кермадек, Фіджі і Тонга на півдні та до островів Ревільяхіхедо (біля Мексики), Маркізьких островів та Піткерн до схід.